# Орцокко I де Лакон-Цори

Орроко (Орцоккоре, Арцо) (Orroco (Orzoccor, Arzo) — первый документально засвидетельствованный судья Арбореи (ориентировочно 1060-1090).
Согласно Джованни Франческо Фара — сын Мариано I ди Цори, который правил в середине XI века.
Вместе с другими судьями Сардинии упоминается в письме папы Григория VII от 14 октября 1073 г.: «Mariano Turrensi, Orroco Arborensi, Orroco Caralitano et Constantino Gallurensi iudicibus Sardiniæ».
Перенёс столицу из Тарроса в Ористано.
В недатированной хартии называется племянником Нибаты: «iudice Orzoccor dezori, nepote de donna Nibata», которая вышла замуж за представителя рода ди Цори.
Сын Нибаты Торбено де Лакон-Цори наследовал Орцокко (своему двоюродному брату) в качестве судьи Арбореи. .  Не исключена возможность того, что Торбено – одно лицо с Баризоне, потомки которого были судьями Кальяри.